# Michel Marchildon
Pour les articles homonymes, voir Marchildon.
Michel Marchildon (né à Zenon Park, en Saskatchewan) est un poète canadien.

## Biographie
Michel Marchildon est poète, chanteur, musicien, auteur, compositeur et chroniqueur. Natif de la Saskatchewan, il s'est beaucoup intéressé à la réalité culturelle des francophones de sa province natale.
Michel Marchildon est né en 1966 à Zénon Park Saskatchewan (Canada). Il fait ses études primaires à l'école de Zenon Park et termine ses études secondaires au Collège Mathieu à Gravelbourg Saskatchewan. Il poursuit ensuite des études de journalisme au Collège Algonquin (Ottawa ON) et complète un baccalauréat à l'Université Laval (Québec QC). Il se révèle en tant que poète dès 1990 avec la publication du recueil Fransaskroix aux Éditions Louis Riel. Il fait ses débuts dans le monde de la chanson en 1991 en tant qu’auteur, compositeur et interprète du groupe Cri de Folie, groupe porte-étendard d’une jeunesse fransaskoise. En 1995, il dépose un mémoire de maîtrise (Université Laval) portant sur le roman La Métisse de l’auteur fransaskois Jean Féron. En 1996, Michel retourne dans son village natal en tant qu'artiste en résidence où il enregistre Changer de Peau, un premier album dont il signe tous les textes et musiques et dont la piste cédérom cherche à faire découvrir la culture fransaskoise. En 1998, il collabore au projet Pratiques culturelles de la Saskatchewan Française de l'Université de Regina. En 1999, il réalise une tournée de concerts en France. En 2000, il joue son premier rôle au cinéma dans Solitude aux côtés du comédien québécois Lothaire Bluteau.
À l’automne 2000, Changer de Peau est mis en nomination dans la catégorie « Best Francophone Album » lors du Prairie Music Awards. Quelques semaines plus tard, Michel se rend à Montréal où il fera la première partie des sœurs McGarrigle à la Maison de la Culture Frontenac dans le cadre du festival Coup de cœur francophone. Il s’installe à Montréal cette même année avec l'intention de faire connaître ses chansons à d’autres publics. En 2002, il attire l’attention du chanteur cadien Zachary Richard qui l’invite à faire sa première partie. L’été suivant, il participe au festival Visa Francophone en France.
Michel se consacre ensuite à l’écriture et à l’enregistrement des chansons et poèmes d’un second album. En 2004, il profite d’une bourse de création du Conseil des Arts du Canada pour créer un spectacle multimédia (poèmes, chansons, séquences vidéo, contes) s’inspirant des témoignages des pionniers fransaskois. En 2005, Michel réalise une tournée de six concerts (Montréal, Ottawa, Regina, Saint-Hyacinthe) avec ce spectacle multimédia ayant pour titre Fragments d’Identité. L’album éponyme paraît en 2007. En 2010, Michel rassemble une poignée d'artistes de son patelin en Saskatchewan afin de créer Silo à souvenirs, un spectacle multimédia présenté au pied du silo à grain du village de Zenon Park pour célébrer son centenaire. Ce spectacle audacieux alliera chanson, conte, danse contemporaine, vidéo et photo et sera accompagné d'impressionnantes projections. C'est aussi en 2010 qu'est publié le roman historique L'Abbé Arthur Marchildon, Sous le signe du castor, une biographie portant sur la vie d'Arthur Marchildon, l'oncle de l'auteur, qui s'est dévoué pour le développement éducatif, économique et culturel des francophones installés dans la prairie canadienne.